# Jasieniec piaskowy

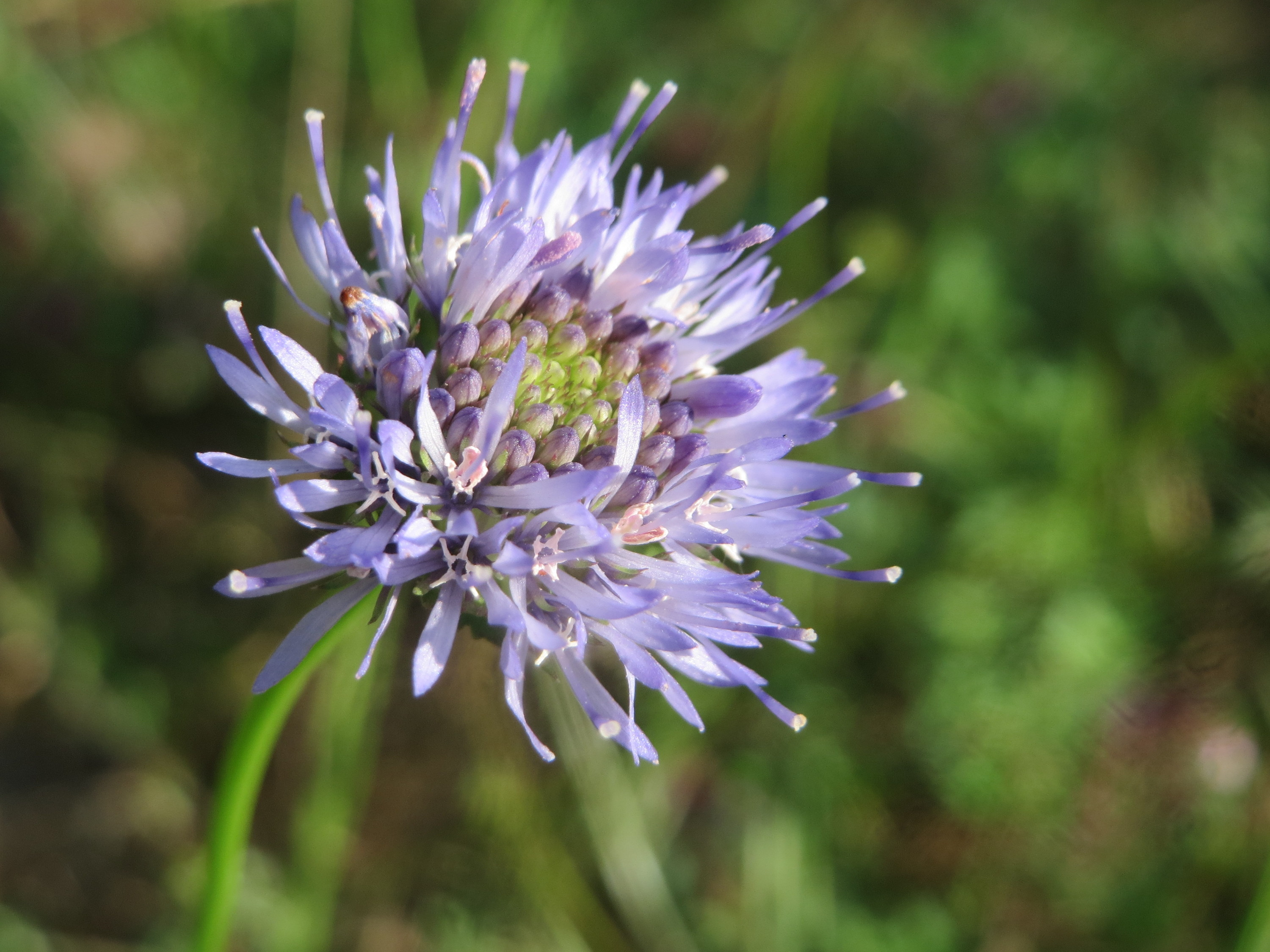
Kwiatostan jasieńca piaskowego

Jasieniec piaskowy (Jasione montana L.) – gatunek rośliny z rodziny dzwonkowatych. Jest szeroko rozprzestrzeniony w Europie od Portugalii po Ural, obecny poza tym w północno-zachodniej Afryce, a jako introdukowany także we wschodniej części Stanów Zjednoczonych Ameryki. W Polsce pospolity niemal w całym kraju (brak go lub rzadko rośnie tylko w Karpatach). Bywa uprawiany jako roślina ozdobna.

## Morfologia
PokrójRoślina zielna o pionowym i wrzecionowatym korzeniu i wzniesionych, czasem podnoszących się łodygach o wysokości od kilku cm do 50, rzadko nawet 60 cm. Łodygi rozgałęziają się w dolnej części i u dużych okazów bywają liczne. Rozłogów brak. Owłosienie bardzo zmienne – czasem włoski są bardzo nieliczne, częściej jednak roślina, zwłaszcza w dolnej części pokryta jest gęsto szczecinkowatymi włoskami. W górnej części łodygi są bezlistne i bruzdowane.
LiścieSiedzące, skupione gęsto w dolnej części pędu, ku jego szczytowi liście są coraz rzadsze i mniejsze. Blaszki są lancetowate do łopatkowato lancetowatych, u dolnych liści tępe, u wyższych słabo zaostrzone. Brzegi faliste do piłkowanokarbowanych, szorstkie.
KwiatyZebrane w główki na szczytach pędów i wsparte wielolistną okrywą. Jej listki są łopatkowato rombowate, całobrzegie lub z nielicznymi ząbkami na szczycie, owłosione od wewnątrz. Poszczególne kwiaty są drobne, osadzone na cienkich szypułkach długości kilku mm. Kielich z 5 szydlastymi, zwykle rozpostartymi działkami. Korona początkowo rurkowata, potem rozdzielająca się na płasko rozpostarte i wąskie, rozdzielone niemal do nasady łatki, zwykle niebieskie, rzadziej różowawe lub białawe. Nitki pręcików niebieskie. Pylniki zrośnięte nasadami, białawe. Niebieska szyjka słupka zwieńczona jest 2, rzadziej 3 znamionami.
OwoceBłoniasta, 5-kanciasta, dwukomorowa torebka zawierająca drobne, elipsoidalne i spłaszczone nasiona.

## Biologia i ekologia
Roślina dwuletnia, hemikryptofit. Kwitnie od czerwca do września. Kwiaty są owadopylne. Nasiona rozsiewane są przez wiatr.
Rośnie na glebach piaszczystych i kamienistych, zwykle bezwapiennych, w miejscach słonecznych i suchych. Rośnie w murawach napiaskowych, w borach, na skrajach lasów, porębach leśnych. W klasyfikacji zbiorowisk roślinnych gatunek charakterystyczny dla Cl. Koelerio-Corynephoretea. Ziele zawiera alkaloidy.
Kariotyp tego gatunku liczy 2n = 12 chromosomów.

## Zmienność
- J. montana L. var. montana – ma szczeciniasto owłosione i przeważnie wzniesione łodygi o ponad 15 cm wysokości[7]. Listki okrywy koszyczka przeważnie ząbkowane. W klasyfikacji zbiorowisk roślinnych gatunek charakterystyczny dla Cl. Koelerio-Corynephoretea[8]. W Polsce pospolity na niżu[7].
- J. montana L. var. litoralis Fries – łodygi prawie nagie, o długości 15–30 cm, w dole pokładające się, a w górnej części podnoszące się. Listki okrywy całobrzegie. Występuje tylko na nadmorskich piaskach. Gatunek charakterystyczny dla All. Koelerion albescentis i Ass. Helichryso-Jasionetum[8].

## Zastosowanie
Jest uprawiany jako roślina ozdobna jednoroczna lub dwuletnia. Jest dość rzadki w uprawie, częściej uprawiane są inne gatunki, np. jasieniec trwały. Najlepiej rośnie na przepuszczalnej glebie ogrodowej w pełnym słońcu lub w półcieniu. Nie lubi żyznej gleby, korzystne jest natomiast dodanie niewielkiej ilości dolomitu. Rozmnaża się przez wysiew nasion jesienią.